# Sissieretta Jones
Matilda Sissieretta Joyner Jones, född 5 januari 1868 eller 1869 i Portsmouth, Virginia, USA, död 24 juni 1933 i Providence, Rhode Island, var en amerikansk sopran. Hon kallades ibland för "The Black Patti", vilket refererade till den italienska operasångerskan Adelina Patti.